# Giovanni Treccani

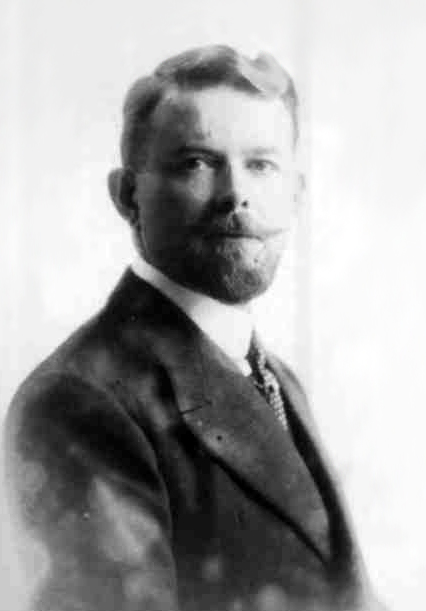
Giovanni Treccani (1923)

Giovanni Treccani degli Alfieri (* 3. Januar 1877 in Montichiari, Provinz Brescia; † 6. Juli 1961 in Mailand) war ein italienischer Unternehmer, Verleger und Mäzen.

## Leben
Der Sohn eines Apothekers und einer Adligen aus Brescia ging im Alter von 17 Jahren als Textilarbeiter nach Deutschland. Hier besuchte er auch die Textilfachschule in Krefeld. 1898 kehrte er mit Knowhow zurück und trat in die Textilfirma Lanificio Rossi ein. In der aufkommenden italienischen Textilindustrie stieg er vom kleinen Geschäftsmann zum Industriekapitän auf. Seit 1910 war er Direktor der Firma Cotonificio Valle Ticino.
1919 spendete er der Accademia Nazionale dei Lincei eine größere Summe. 1923 schenkte er dem italienischen Staat ein Renaissance-Meisterstück, die Bibel des Borso d’Este 9, das er für 5 Mio. Lire in Paris ersteigert hatte (heute in der Biblioteca Estense in Modena, MS Lat. 422–423).
Nachdem ihm der Philosoph Giovanni Gentile, der während seines Studiums in Deutschland Lexika und Wörterbücher kennengelernt hatte, 1924 ein Enzyklopädie-Projekt vorgeschlagen hatte, gründete er 1925 das Istituto Giovanni Treccani mit Sitz in Mailand, das seit 1929 die Enciclopedia Italiana publizierte. Gleichzeitig begannen die Vorarbeiten für den Dizionario Biografico degli Italiani, dessen erster Band 1960 erschien. 1931 gründete er zusammen mit anderen Verlegern die Gesellschaft Treves-Treccani-Tumminelli, aus der im Juni 1933 der Istituto dell’Enciclopedia Italiana mit Sitz in Rom hervorging.
1942 stiftete er die Fondazione Treccani degli Alfieri für die Geschichte Mailands, die von 1953 bis 1966 die Storia di Milano in 16 Bänden herausgab.

## Ehrungen
Treccani wurde vielfach geehrt. Schon 1924 wurde er Senator del Regno. 1932 wurde er Cavaliere di Gran Croce dell’Ordine della Corona d’Italia und 1939 Cavaliere dell’Ordine dei Santi Maurizio e Lazzaro, womit er Träger der beiden höchsten Orden Italiens war. 1937 wurde ihm für seine Schirmherrschaft der italienischen Kultur der Titel eines Grafen verliehen, 1938 gestattete ein königliches Dekret ihm und seinen Nachkommen die Führung des Namenszusatzes degli Alfieri, und 1939 verlieh ihm die Universität Mailand die Ehrendoktorwürde.

## Veröffentlichungen
- Enciclopedia Italiana Treccani. Idea, esecuzione, compimento. Mailand 1939.
- Enciclopedia Italiana Treccani. Come e da chi è stata fatta. Mailand 1947.
- Nel cammino della mia vita [autobiografia per i figli]. Privatdruck 1961.